# 祖爾·帕蒂爾哈
祖爾·柏度提·帕蒂爾哈（Joel Bertoti Padilha，1980年7月24日－），生於巴西南里奧格蘭德州，已退役巴西足球運動員，司職中堅。

## 球員生涯

### 和富大埔（2006至2009）
祖爾生於巴西南里奧格蘭德州，於2006年加盟和富大埔後成為後防必然正選同時，球隊的失球數字亦大幅下降，他首次為和富大埔上陣的賽事為主場在大埔運動場迎戰南華的聯賽，在賽事中以頭槌破網攻入加盟和富大埔後的第一球，每場都有穩定的水準演出獲得好評，加盟和富大埔為祖爾首次出國落班，加盟初期因不適應新環境而患上思鄉病，更一度因病情嚴重而要入院治理，後來會方安排了妻兒來港團聚後令祖爾的病情便見好轉，祖爾在進攻及防守的表現一直保持高水平，司職中堅的他更與安基斯並列球會在2006/07球季的首席射手位置(6球)。祖爾在加盟和富大埔時穿上28號球衣作賽，在2007/08年球季改穿6號球衣，全季表現上佳的祖爾以7個入球成為球會的第三號射手亦是全港甲賽事中入球最多的後衛，該年度祖爾曾入選由南華第二梯隊球員與其他港甲球會的一流球員組成的南華邀請隊與來訪的英超球會曼城作賽，最終南華邀請隊以3–1勝出。
2008/09球季首場賽事，祖爾在和富大埔面對謝菲聯的首場主場勝仗中射入補時奠勝球，亦入選了以外援球員為主的港聯出戰2009年賀歲盃，及後球會證實祖爾受內地球會開出一萬美元月薪的條件斟介，雖然當時港甲的轉會窗已經關閉，令和富大埔難以引入新球員補充實力及其空缺，但秘事長陳平表示會方跟祖爾有承諾一旦有其他球隊高薪斟介就予以放行，故最終讓有約在身的祖爾轉會並於2月尾離隊，直到3月祖爾在該球季為球隊射入6球。祖爾在前往廣東日之泉報到前亦有到球場觀看大埔的賽事，他向記者表示選擇轉會原因固然是因為薪酬吸引，而中國球會及聯賽亦比香港聯賽優勝及專業，但他同時強調效力大埔的日子很愉快對球迷的支持非常感謝，亦表示效力三年在球會的感覺就像自己的家一樣對將來會否重返大埔不置可否。及後，祖爾離隊的時間推遲到聯賽面對四海比賽之後，而大埔會方特別安排該仗為祖爾的告別戰，在賽前進行告別儀式而祖爾則以隊長身份上陣90分鐘比賽結果為0–0。祖爾的加盟除了填補了和富大埔後防防守高空攻勢的最大弱點外，他的包抄能力亦使後防的其他年輕球員踢得更安心，在信心提升下表現越見進步。除了防守祖爾的優秀技術亦使他成為球會的一大進攻點，除了偶爾引球出擊及致命傳球，他的制空能力及自由球技術使他入球率非常穩定，除了首兩個球季以後攻入6球及7球，2008/09球季更在2月尾離隊前已經攻入6球。無論攻進或是防守，祖爾俱為和富大埔能在甲組站穩陣腳的重要功臣。和富大埔教練陳浩然認為祖爾是港甲中最佳的中堅，以他離隊前的半季的表現應是該季香港足球先生的三甲人選。他更認為以祖爾的能力可在中超立足並希望他未來可以在更高層次的比賽效力。

### 廣東日之泉（2009至2010）
廣東日之泉主教練曹陽表示，他們非常了解祖爾的實力不用試訓即可簽約。同時祖爾在報到前也表示對廣東日之泉認識不深，只知是一支由年輕球員組成的隊伍。祖爾首仗為日之泉上陣為季前的日之泉杯，表現獲得不俗評價。聯賽正式展開後，祖爾被任命為球隊隊長，而在季初一直以保級為目標的日之泉亦取得令人驚喜的成績，他的制空及組織防線的能力亦被國內球評稱讚，更有球評認為祖爾毫無疑問是首階段中甲聯賽的最佳後衛之一。在香港亞運隊出戰亞運前，與南華踢一場友誼賽，當中在休假中的祖爾和基奧雲尼受邀請代表南華上陣，令部分球迷估計南華有意羅致這兩位前香港甲組足球聯賽的星級外援。果然在2010年12月11日南華主場輸給傑志的聯賽榜首大戰後，足主羅傑承在賽後宣佈祖爾將會於1月加盟南華。2011年12月18日，南華憑中堅祖爾上、下半場頭頂腳踢建功，以2:0勇破傑志季內不敗身。2012年1月26日，他獲香港體育記者協會選為2011年12月港甲最佳球員。他亦是首位當選的南華球員。2013年12月，標準流浪宣佈祖爾加盟，穿上24號球衣作賽。祖爾的太太患病需要立即回祖家就醫，故日前向高層提出請辭。

## 球員榮譽
和富大埔
- 香港足總盃冠軍（2008–09季度）

南華
- 香港甲組足球聯賽冠軍（2012–13季度）

## 個人趣聞
效力和富大埔期間，祖爾的妻子及兒子經常會到球場觀看祖爾比賽，而當記者問起有球迷指他外型酷似香港樂壇組合Soler中的成員Julio時，祖爾曾笑稱如果他在之後一場赛事入球(2007/08年球季的足總杯四強，和富大埔以2－1擊敗南華，祖爾沒有入球)，便會當眾高歌一曲。

## 職業生涯數據
| 球會表現     | 球會表現     | 聯賽         | 甲組聯賽 | 甲組聯賽 | 高級銀牌 | 高級銀牌 | 聯賽盃   | 聯賽盃   | 足總盃   | 足總盃   | 亞協盃   | 亞協盃   | 總計 | 總計 |
| 球會表現     | 球會表現     | 聯賽         | 上陣     | 入球     | 上陣     | 入球     | 上陣     | 入球     | 上陣     | 入球     | 上陣     | 入球     | 上陣 | 入球 |
| ------------ | ------------ | ------------ | -------- | -------- | -------- | -------- | -------- | -------- | -------- | -------- | -------- | -------- | ---- | ---- |
| 2010 - 11    | 南華         | 港甲         | 未有上陣 | 未有上陣 | 1        | 1        | 未有上陣 | 未有上陣 | 未有上陣 | 未有上陣 | 未有上陣 | 未有上陣 | 1    | 1    |
| 總計（南華） | 總計（南華） | 總計（南華） | 0        | 0        | 1        | 1        | 0        | 0        | 0        | 0        | 0        | 0        | 1    | 1    |

- 更新至2011年1月24日
- 只計算在南華的數據